# 吉奧爾基二世
吉奧爾基二世 ，(约1050年—1112年）是一位喬治亞國王，屬於巴格拉季昂王朝。他是巴格拉特四世的兒子，在1072年巴格拉特四世去世後繼承王位。剛即位的吉奧爾基二世即面臨由馬立克沙一世率領的塞爾柱人入侵，在軍事壓力下吉奧爾基二世向塞爾柱帝國稱臣。1089年吉奧爾基二世將王位傳給自己16歲的兒子大衛四世。

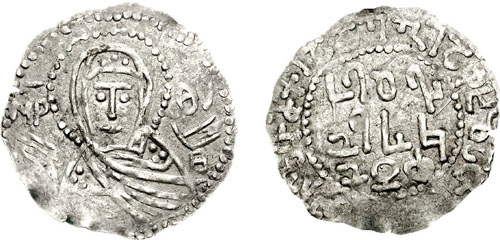
吉奧爾基二世的錢幣